# Tawin Hanprab
Tawin Hanprab (in thailandese เทวินทร์ หาญปราบ; 1º agosto 1998) è un taekwondoka thailandese.

## Palmarès

### Olimpiadi
- 1 medaglia:
  - 1 argento (Rio de Janeiro 2016 nei 58 kg)

### Universiadi
- 1 medaglia:
  - 1 bronzo (Taipei 2017 nei 58 kg)

### Giochi del Sud-est asiatico
- 1 medaglia:
  - 1 oro (Kuala Lumpur 2017 nei 58 kg)

### Grand Prix
- 1 medaglia:
  - 1 bronzo (Londra 2017 nei 58 kg)